# Iryna Merleni
Iryna Olexivna Merleni –en ucraniano, Ірина Олексіївна Мерлені– (nacida como Iryna Melnyk, Kamianets-Podilsky, 8 de febrero de 1982) es una deportista ucraniana que compitió en lucha libre. Hasta 2001 compitió bajo su nombre de soltera, en 2002 se trasladó a Grecia y cambió su nombre por el de Irini Merleni. En 2006 se casó con el deportista Andri Mykulchyn y modificó su nombre como Iryna Merleni-Mykulchyna, aunque internacionalmente siguió compitiendo como Iryna Merleni.
Participó en tres Juegos Olímpicos de Verano, obteniendo una medalla de oro en Atenas 2004 y una de bronce en Pekín 2008, ambas en la categoría de 48 kg, y el quinto lugar en Londres 2012.
Ganó 5 medallas en el Campeonato Mundial de Lucha entre los años 2000 y 2007, y 3 medallas en el Campeonato Europeo de Lucha entre los años 2001 y 2005.

## Palmarés internacional
| Juegos Olímpicos   | Juegos Olímpicos            | Juegos Olímpicos  | Juegos Olímpicos |
| Año                | Lugar                       | Medalla           | Categoría        |
| ------------------ | --------------------------- | ----------------- | ---------------- |
| 2004               | Atenas (Grecia)             | Medalla de oro    | 48 kg            |
| 2008               | Pekín (China)               | Medalla de bronce | 48 kg            |
| Campeonato Mundial |                             |                   |                  |
| Año                | Lugar                       | Medalla           | Categoría        |
| 2000               | Sofía (Bulgaria)            | Medalla de oro    | 46 kg            |
| 2001               | Sofía (Bulgaria)            | Medalla de oro    | 46 kg            |
| 2003               | Nueva York (Estados Unidos) | Medalla de oro    | 48 kg            |
| 2005               | Budapest (Hungría)          | Medalla de plata  | 48 kg            |
| 2007               | Bakú (Azerbaiyán)           | Medalla de plata  | 48 kg            |
| Campeonato Europeo |                             |                   |                  |
| Año                | Lugar                       | Medalla           | Categoría        |
| 2001               | Budapest (Hungría)          | Medalla de plata  | 46 kg            |
| 2004               | Haparanda (Suecia)          | Medalla de oro    | 48 kg            |
| 2005               | Varna (Bulgaria)            | Medalla de oro    | 51 kg            |